# Mars 1978

## Événements
- Rupture des relations diplomatiques entre la Bolivie et le Chili à la suite de l'échec des négociations concernant un accès à l’océan pour la Bolivie avant le centenaire de la guerre du Pacifique (1979). Le président bolivien Banzer engage une ouverture politique, et des élections sont programmées pour juillet[1].

- 4 mars, (Formule 1) : Grand Prix automobile d'Afrique du Sud.

- 9 mars : 
  - Les troupes éthiopiennes reprennent l'Ogaden aux Somaliens avec l'aide cubaine et soviétique.
  - Échec de la deuxième Conférence sur la Sécurité et la Coopération en Europe à Belgrade.

- 13 mars : naissance de l'écriture négro-africaine dénommée Mandombe au Zaïre.
- 14 mars : à la suite de l’action d’un commando palestinien qui a fait 37 victimes israéliennes, l’État hébreu lance l’opération Litani et occupe le Liban au sud du fleuve. Deux cent cinquante mille Libanais doivent se réfugier au-delà du Litani. L’opération est condamnée par le Conseil de sécurité qui crée la Force intérimaire des Nations unies au Liban (FINUL) composée de quatre mille casques bleus et déployée dans le Liban Sud (résolutions 425 et 426). En juin, l’armée israélienne se retire mais conserve une bande d’occupation d’environ 10 km le long de la frontière contrôlée par la milice chrétienne de Saad Haddad, l’armée du Liban Sud.

- 16 - 17 mars : marée noire en Bretagne avec le naufrage du pétrolier géant Amoco Cadiz.
- 16 mars : enlèvement du chef de la démocratie-chrétienne italienne Aldo Moro par les Brigades rouges.

- 17 mars : deuxième guerre du Shaba » au Zaïre. Des rebelles venus d’Angola assiègent Kolwezi. La France, puis la Belgique interviennent militairement.

- 18 mars (Pakistan) : Zulfikar Ali Bhutto est condamné à mort pour meurtre.

- 22 mars[2] : Suharto est réélu président de la république d'Indonésie.

- 27 mars, (Rallye automobile) : arrivée du Rallye Safari.

- 29-31 mars : Suivant la tradition chiite du deuil des 40 jours, les opposants au pouvoir du Chah, Mohammad Reza Pahlavi, se rassemblent en Iran pour commémorer les victimes du massacre de Tabriz. Comme d'habitude, les bazaars et les universités sont fermés tandis que de grandes processions commémoratives sont organisées dans cinquante-cinq centres urbains. La majorité des processions commémoratives se déroulent pacifiquement. Mais certaines - à Téhéran, Yazd, Ispahan, Babol et Jahrom - dégénèrent inexorablement après que des manifestants ont attaqué des banques, des permanences du Rastakhiz, des hôtels de luxe, des sex shops, des voitures de police, des statues monarchistes et des magasins d'alcool. À Yazd, où les plus violents affrontements eurent lieu, près de dix mille personnes se sont ruées sur le principal commissariat de la ville aux cris de « À mort le Chah », « Gloire à Khomeini » et « Longue vie aux martyrs de Qom (en) et de Tabriz », après avoir écouté la diatribe d'un prédicateur tout juste sorti de prison. Ils sont cependant fauchés par la police avant d'avoir pu rallier leur destination.  Les émeutes sont d'une telle importance que le Chah, surveillant des exercices militaires dans le Golfe Persique, doit revenir pour prendre lui-même le commandement des forces de police antiémeutes. Selon le gouvernement, 5 manifestants sont morts au cours du soulèvement, tandis que l'opposition fait état de plus de cent morts pour la seule ville de Yazd[3].

## Naissances
- 1er mars : Jensen Ackles, acteur américain
- 2 mars : Márcio-André, poète brésilien.
- 7 mars : Ben Templesmith, dessinateur de comics australien.
- 11 mars : Didier Drogba, footballeur ivoirien professionnel.
- 17 mars : Jeremiah Koung, Homme politique libérien.
- 21 mars : Young Noble, rappeur américain († 4 juillet 2025).
- 23 mars : Nicholle Tom, actrice américaine.

## Décès
- 8 mars : Jacques Grello, acteur et chansonnier français (° 28 avril 1915).
- 11 mars :
  - Claude François, chanteur français..
  - Joseph Delteil, écrivain français.
- 17 mars :
  - Raoul Motoret, écrivain français.
  - Giacomo Violardo, cardinal italien de la curie romaine (° 10 mai 1898).
- 19 mars : 
  - M. A. Ayyangar homme politique indien (° 4 février 1891).
  - Gaston Julia, mathématicien français.
- 20 mars : Jacques Brugnon, joueur de tennis.
- 31 mars : Romain Gijssels, coureur cycliste belge (° 10 mars 1907).